# تشامانزور
تشامانزور هي بلدة في مقاطعة مريشكار في ولاية قشقداريا في أوزبكستان.